# ハナワギク
ハナワギク（花輪菊、学名：Glebionis carinata）は、耐寒性または半耐寒性のキク科シュンギク属に属す一年草で、園芸植物（花卉）として栽培されている。

## 名称について
「花輪菊」のほか、旧学名の英語読みである「クリサンセマム・カリナータム」で呼ばれることの方が多い。

## 特徴
北アフリカ、もしくはモロッコ原産の一年草で、容姿も性質もシュンギクによく似た、近縁種である。草丈は通常60cmくらいだが、矮性の品種もある。葉は互生し、長楕円形で、2回羽状複葉になっている。秋まきでは晩春から初夏、春まきでは夏に開花し、直径5cmくらいの頭状花が多数開花する。花はややくすんだ黄色、黄土色、樺色、ベージュなどの色合いのものが多く、基部に黒っぽい蛇の目模様がある。

## 栽培
耐寒性に弱く、霜が降りると枯れるので、東京あたりでは霜よけをしたほうが安全である。種まきは9月中旬ころ（寒い地方ではソメイヨシノが散るころ）にまき、2mmくらい覆土する。日当たりと排水の良い、ややアルカリ性の所を好む。花壇植えに良く、また、切り花にもなる。
欧米ではかなりポピュラーな草花であり、国内でもサカタのタネなどがタネを売り出しているが、あまり普及しないのは、色がややくすんでいて、日本人の好みにあまり合わないためと思われる。

## 注意
春菊にそっくりの植物であるが、食べると腹をこわすことがある。誤って食べないように、野菜類とは別に栽培することが推奨される。